# Белов, Владимир Борисович (убийца)
Влади́мир Бори́сович Бело́в (род. 7 января 1972, Москва, РСФСР, СССР) — советский и российский серийный убийца и грабитель, известен как «Ховринский маньяк», получил своё прозвище из-за того, что большинство преступлений совершил в Москве в районе Ховрино. За свою жизнь совершил 9 убийств, 8 из них — совместно с сообщником Сергеем Александровичем Шабановым (род. 1977).

## Биография

### Первое убийство
Владимир Белов родился в 1972 году в Москве. По собственным словам, семь лет профессионально занимался биатлоном. Первый срок Белов получил за кражу. Выйдя на свободу, в 1991 году он совершил разбойное нападение, сопряжённое с убийством. 4 февраля 1993 года Белова приговорили к 15 годам лишения свободы. В 1998 году Белова перевели с особого режима на строгий. Оставшийся срок ему предстояло провести в исправительной колонии строгого режима в Ульяновске. Там он познакомился со своим будущим сообщником, уроженцем Москвы Сергеем Шабановым, который отбывал наказание за разбой. Шабанова освободили по УДО в этом же году. 30 декабря 1999 года указом президента Ельцина приговор Белову был смягчён до 12 лет лишения свободы. 1 февраля 2001 года его условно-досрочно освободили, после чего Белов и Шабанов продолжили общение уже на свободе.

### Серия убийств
В период с октября 2001 по февраль 2002 года Белов и Шабанов совершили серию разбойных нападений и 8 убийств. Все преступления убийцы совершали либо на автомобиле ВАЗ 21099, принадлежавшем Шабанову, либо на Opel Vectra, принадлежавшем Белову. Преступники не боялись поимки. К местам преступления они подъезжали на автомобиле, не опасаясь, что кто-нибудь мог запомнить его номер. Все преступления они совершали в отношении людей среднего достатка, но иногда в сумках жертв находилось не более 3 рублей. Позже Белов заявил:
Это как работник знает свою работу. То есть со временем набивалась рука.
Первое совместное убийство было совершено ими по заказу Лаврухина, приятеля Шабанова, который хотел устранить коммерсанта Александра Черемисова. За 500 долларов убийцы застрелили его 15 октября 2001 года на Башиловской улице. По словам Шабанова, стрелял именно Белов, так как в прошлом он занимался биатлоном. Черемисов был убит 2 выстрелами. Одна пуля попала в голову, а вторая — в шею. Орудием убийства стал пистолет ТТ. Сам Белов не признал себя виновным в качестве исполнителя в данном эпизоде. Следующее убийство было совершено ими уже на следующий день — 16 октября.
26 декабря в Москве на улице Фестивальной возле дома № 28 Белов убил 42-летнюю Людмилу Прокопову, возвращавшуюся с работы. У погибшей он похитил сумку, кошелёк, серьги, деньги и торт, который она несла домой. Общая сумма добычи — около 3000 рублей. По мнению следователя Александра Туманова, данное преступление совершил Шабанов.
В ночь с 6 на 7 января 2002 года Белов вышел из игорного заведения, где проиграл деньги убитой им женщины, и по дороге домой поссорился с 46-летним прохожим. Белов уклонился от прямого конфликта с мужчиной, но взял из багажника своего автомобиля бейсбольную биту, которой ударил обидчика по голове 2 раза, проследив за ним до его подъезда на Дорожной улице. Посчитав, что жертва мертва, он забрал у пострадавшего сумку, в которой находилась видеокамера, личные вещи и документы. После этого убийца скрылся. Мужчина скончался от открытой черепно-мозговой травмы по пути в больницу. 25 января в пустынном дворе дома № 33 по Зеленоградской улице Белов и Шабанов убили 50-летнюю гражданку Австрии Елену Фейдлер. У неё они, как и у предыдущей жертвы, похитили сумку.
10 февраля возле дома № 20 по Выборгской улице было совершено нападение на Ларису Егошину, у которой была похищена сумка, 100 рублей, косметика и мобильный телефон. Егошиной нанесли три удара тупым твёрдым предметом по голове, однако ей удалось выжить, так как нападавшего спугнули случайные прохожие. Со слов потерпевшей был составлен первый фоторобот преступника. 20 февраля примерно в 22:00 на Клинской улице возле дома № 5, около Ховринской Заброшенной Больницы, Белов и Шабанов убили 64-летнюю Надежду Болотову. 22 февраля произошло ещё одно убийство. 27 февраля на Проезде Черепановых было совершено нападение на Оксану Сибилёву. Она подняла крик и этим спугнула преступников. В тот же день на улице Ляпидевского возле дома № 14 Белов и Шабанов убили 33-летнюю Светлану Курину. Это было их последнее убийство. Возле трупа Куриной было найдено важное доказательство вины Белова — следы его кроссовок. Благодаря этим следам можно было понять методику совершения преступления: идя жертве навстречу и поравнявшись с ней, Белов с разворота нанёс смертельный удар бейсбольной битой по голове.
К этому времени вся Москва говорила о «ховринском маньяке». Особенно были напуганы жители Северного административного округа. Одна из выживших жертв дала подробное описание преступника, в котором члены следственной бригады узнали дважды судимого Владимира Белова.

### Арест, следствие и суд
Никогда не писал стихов. В молодости все пишут стихи, а я не писал. И вот мой сокамерник однажды попросил меня написать стихотворение для его жены. Это был один из Ховринских маньяков... Крупный такой, уверенный в себе. И вот он попросил меня: «Серёжа, а напиши моей жене стихотворение какое-нибудь хорошее». Я говорю: «Да не пишу я стихов». «А ты, — говорит он, — вспомни что-нибудь — про любовь». Я вспоминал, вспоминал и, наконец, вспомнил Гумилева, про озеро Чад. Стал писать и понял, что две строчки никак не могу вспомнить. Ну и в итоге сам их сочинил. А ему эти две строчки больше всего понравились.
Белов, увидевший, что его пришли арестовывать, выпрыгнул из окна второго этажа, сел в свою машину «Опель-Вектра» и скрылся. Однако уже через сутки, 7 апреля, он был арестован и сразу же дал показания. В тот же день был арестован и Шабанов. Он тоже признался во всех убийствах, в которых его обвиняли, при этом всячески пытался преуменьшить свою роль в совершении преступлений. На одном из допросов Белов заявил, что, если он когда-нибудь выйдет на свободу, то снова будет убивать, и добавил:
Природа вложила в меня такие инстинкты... можно сказать, звериные. Кроме, чем вот я занимался, я ничего другого делать не могу.
Шабанов также дал краткое интервью:
Иногда я знал, чем он занимается, иногда не знал, просто сидел за рулём.
Белова и Шабанова признали вменяемыми. 10 декабря 2003 года Московский городской суд приговорил Владимира Белова к пожизненному заключению. Шабанов приговорён к 20 годам лишения свободы. Верховный суд России оставил приговор Белову без изменения.
Впоследствии в 2005 году состоялся ещё один суд, на котором Белов и Шабанов были признаны виновными ещё в 10 нападениях, а также в убийстве, совершённом 16 октября 2001 года. Шабанову увеличили наказание до 21 года, а в отношении Белова приговор остался тем же.

### В заключении
Белов был этапирован в колонию «Чёрный беркут» в Свердловской области, в декабре 2010 года переведён в колонию «Вологодский пятак».
По состоянию на 2022 год Белов, по словам журналистки и правозащитницы Евы Меркачёвой, мог передвигаться по камере только с тростью. 4 октября Меркачёва сообщила, что Белов написал заявление в ФСБ и ФСИН с просьбой отправить его в зону боевых действий ВС РФ на Украине.
В 2023 году Белов был признан виновным в убийстве, совершённом в ночь с 6 на 7 января 2002 года, в котором он признался летом 2022 года, и приговорён к 19 годам лишения свободы. Данное наказание поглощено пожизненным лишением свободы.

## В массовой культуре
- Документальный фильм «Ховринский маньяк» из цикла «Документальный детектив» (2003)
- Документальный фильм «Он убивал только женщин» из цикла «Приговорённые пожизненно» (2008)